# 7934 Сінатра
7934 Сінатра (7934 Sinatra) — астероїд головного поясу, відкритий 26 вересня 1989 року.
Тіссеранів параметр щодо Юпітера — 3,399.